# Martin Daňhel
Martin Daňhel (* 7. února 1981) je bývalý český fotbalista, obránce.

## Fotbalová kariéra
V české fotbalové lize hrál za CU Bohemians Praha, nastoupil v 1 utkání. V nižších soutěžích hrál za AFK Sokol Semice, FK Mogul Kolín, FK Meteor Praha  VIII a TJ Slavia Louňovice.

## Ligová bilance
| Ročník                            | Zápasy | Góly | Klub               |
| --------------------------------- | ------ | ---- | ------------------ |
| Gambrinus liga 1999/2000          | 1      | 0    | CU Bohemians Praha |
| Česká fotbalová liga 2000/2001    | -      | 5    | AFK Sokol Semice   |
| 2. česká fotbalová liga 2001/2002 | 8      | 1    | FK Mogul Kolín     |
| Česká fotbalová liga 2001/2002    | -      | 3    | AFK Sokol Semice   |
| CELKEM 1. liga                    | 1      | 0    |                    |